# Сычуаньский диалект
Сычуаньский диалект (кит. {{{1}}}; Sichuanese Pinyin: Si4cuan1hua4), также известный, как Sichuanese/Szechwanese Mandarin (四川官话 Sìchuān Guānhuà), является ответвлением юго-западного китайского языка на котором говорят в Сычуани and Чунцине, который был частью провинции Сычуань до 1997 года, и прилегающих провинциях, таких как Хубэй, Гуйчжоу, Юньнань, Хунань и Шаньси. Несмотря на то, что сычуаньский диалект часто является синонимом диалекта Чэнду-Чунцин, среди сычуаньских диалектов сохраняется большое разнообразие, некоторые из которых являются взаимно непереводимыми. Кроме того, поскольку сычуаньский диалект является лингва франка в Сычуани, Чунцине и части Тибета, он также используется многими тибетцами, народностью И, народностью Цян и другими этническими меньшинствами в качестве второго языка.
Сычуаньский диалект более близок стандартному китайскому чем юго-восточные диалекты китайского, но все же довольно сильно отличается от него в фонологии, лексике и даже грамматике. Миньцзянский диалект особенно сложен для понимания носителями других диалектов китайского языка. Сычуаньский диалект можно разделить на несколько диалектов: диалект Чэнду-Чунцин, Миньцзянский диалект, диалект Жэньшоу-Фушунь, и диалект Яань-Шимянь. Диалект Чэнду, столицы провинции Сычуань и важного центрального города, является наиболее представительным диалектом юго-западного китайского языка и широко используется в Сычуаньской опере и других видах искусства этого регион.
Развитие современного сычуаньского диалекта связано с большой иммиграционной волной во времена династии Мин (1368–1644): многие переселенцы, в основном из Хунани, Хубэя, Цзянси и Гуандуна, хлынули в Сычуань, принеся с собой свои языки. Влияние сычуаньского диалекта привело к появлению отдельного вида стандартного китайского которую часто путают с "настоящим" сычуаньским. Сычуаньский диалект, на котором говорят около 120 миллионов человек, занял бы десятое место среди языков по количеству говорящих (сразу после японского) если бы считался отдельным языком.

## Географическое распространение и местные диалекты
На сычуаньском диалекте говорят в основном в Сычуаньской котловине, куда входит почти вся провинция Сычуань и муниципалитет Чунцин, за исключением некоторых районов, населенных тибетцами и народностью И. На нем также говорят в приграничных районах соседних с Сычуанью провинций: северных Юньнани и Гуйчжоу, южной Шэньси и западной Хубэй.
Однако можно разделить сычуаньский диалект на четыре поддиалекта в зависимости от степени проявления или отсутствия среднекитайского тона: минцзянский диалект(岷江小片), в котором входящий тон сохранился; диалект Чэнду-Чунцин (成渝片), в котором входящий тон тон слился с светлым тоном; диалект Жэньшоу-Фушунь (仁富小片), в котором входящий тон слился с уходящим тоном; и диалект Яань-Шимянь  (雅棉小片), в котором входящий тон слился с темным тоном.
На диалектах Миньцзян, Яань-Шимянь и Жэньшоу-Фушунь говорят в основном в Южной и Западной Сычуани - регионах, жители которых имеют значительно больше коренных сычуаньских диалектов, чем жители Северной и Восточной Сычуани. Поэтому эти диалекты часто называют старосычуаньскими, так как они сохранили многие черты китайского языка Ба-Шу, вымершего языка, на котором раньше говорили первые сычуаньские ханьцы. На диалекте Чэнду-Чунцин, названном в честь двух крупнейших городов провинции Сычуань, говорят на прилегающей территории в основном в Северной и Восточной Сычуани. Его часто называют новосычуаньским диалектом, поскольку в нём меньше особенностей китайского языка Ба-Шу.
| Название               | Характеристика                       | Области распространения |
| ---------------------- | ------------------------------------ | --- |
| Диалект Чэнду-Чунцин   | Входящий тон слился с светлым тоном  | Северная и Восточная Сычуань, северо-восточная часть равнины Чэнду, несколько городов и уездов в юго-западной Сычуани (Паньчжихуа, Дэчан, Янюань, Хуили and Ниннань), южная Шэньси и западная Хубэй |
| Миньцзянский диалект   | Входящий тон не изменился            | 44 города или уезда в долине реки Миньцзян или вдоль реки Янцзы в Южной и Западной Сычуани, Сичан, Сичун, Яньтин, Шехонг, северной Юньнани и северной Гуйчжоу                                       |
| Диалект Жэньшоу-Фушунь | Входящий тон слился с уходящим тоном | 8 городов и уездов в долине реки Туо (Жэньшоу, Цзиньян, Вэйюань, Цзыгун, Жунсянь, Фушунь, Нэйцзян and Лончан), Цзюньлянь and Мяньнин                                                                |
| Диалект Яань-Шимянь    | Входящий тон слился с темным тоном   | Яань (город уровня префектуры) в Западной Сычуани |

## История
Как и многие южные провинции Китая, Сычуань был полностью синизирован к концу правления династии Тан. Современная разновидность китайского языка, на котором говорят в этом регионе, сформировалась относительно недавно. В тринадцатом веке население Сычуани резко сократилось, что, как предполагается, было отчасти вызвано серией эпидемий чумы и монгольских вторжений. Население не восстанавливалось до тех пор, пока в последующие века не пополнилось мигрантами из Хубэя, а также носителями языков Сян, Ган and Хакка. Эти разновидности в значительной степени вытеснили более ранние разновидности китайского языка в Сычуани, известные как китайский язык Ба-Шу или старый сычуаньский диалект. Как и миньский китайский, язык Ба-Шу отличался от среднекитайского языка династий Суй, Тан и Сун, а представлял собой дивергентную диалектную группу, самостоятельно произошедшую от древнекитайского языка династии Хань, которая сформировала субстрат повлиявший на формирование современной диалектной группы, и помогает объяснить отличительные особенности современного сычуаньского диалекта в континууме диалектов.

## Фонетика

### Тоны
В сычуаньском диалекте пять фонематических тонов: темный тон, светлый тон, повышающийся тон, уходящий тон и входящий тон (или проверяемый тон). В некоторых регионах  входящий тон сычуаньского диалекта сливается с другим тоном, что сильно отличается от мандаринского, в котором входящий тон слился с четырьмя другими тонами. Согласно Фонологии сычуаньского диалекта (四川方言音系), среди всех 150 сычуаньских городов и уездов 48 сохраняют входящий тон, в то время как остальные 102 имеют только четыре тона. В частности, в некоторых поддиалектах диалекта Миньцзян (например, в диалекте Инцзин) уходящий тон превратился в два разных тона: разговорный тон (который похож на второй тон, характерный для языка Ба-Шу: 平声似去) и литературный тон (который такой же, как в диалекте Чэнду).
Тональные контуры сычуаньских диалектов сильно и значительно отличаются от пекинского диалекта китайского языка. В сычуаньском диалекте первый тон (темный тон) - это высокий тон (как в пекинском), второй тон (светлый тон) - низкий падающий тон (зеркальное отражение пекинского), третий тон (восходящий тон) - высокий падающий тон, четвёртый тон (уходящий тон) - низкий или средний восходящий тон (чередуется с пекинским), а пятый тон (входящий тон) - средний или высокий, если он не сливается, как показано на схеме ниже.
| Поддиалект | 1-й тон    | 2-й тон | 3-й тон | 4-й тон                                   | 5-й тон                |
| ---------- | ---------- | ------- | ------- | ----------------------------------------- | ---------------------- |
| Чэнду      | ˥ 55 ˦˥ 45 | ˨˩ 21   | ˥˧ 53   | ˨˩˧ 213                                   | слился со 2-м тоном ˨˩ |
| Чунцин     | ˥ 55       | ˨˩ 21   | ˦˨ 42   | ˨˩˦ 214                                   | слился со 2-м тоном ˨˩ |
| Лэшань     | ˥ 55       | ˨˩ 21   | ˥˨ 52   | ˨˨˦ 224                                   | ˧ 3 (входящий)         |
| Инзцин     | ˥ 45       | ˩˨˩ 121 | ˥˧ 53   | ˩ 11 (разговорный) ˨˩˧ 213 (литературный) | ˧ 33                   |
| Лючжоу     | ˥ 55       | ˨˩ 21   | ˦˨ 42   | ˩˧ 13                                     | ˧ 33                   |
| Яань       | ˥ 55       | ˨˩ 21   | ˦˨ 42   | ˩˦ 14                                     | слился с 1-м тоном ˥   |
| Цзыгун     | ˥ 55       | ˧˩ 31   | ˥˧ 53   | ˨˦ 24                                     | слился с 4-м тоном ˨˦  |

В районах, где сохраняется входящий тон, пять тонов сычуаньского диалекта почти идентичны значениям 5 из 6 тонов коренного южно-цянского языка.

### Инициали
Инициаль (или набор слогов) - это начальные согласные слогов. В диалекте Чэнду сычуаньского языка (академически называемом стандартным сычуаньским) 21 начальный согласный. В пекинском диалекте не существует четырёх сычуаньских инициальных согласных: [z], [v], [ŋ] и [nʲ]. Кроме того, в пекинском диалекте не существует пяти начальных согласных сычуаньского диалекта: [tʂ], [tʂʰ], [ʂ], [ʐ] и [l].
Ниже приведен список начальных согласных сычуаньского диалекта, транскрибированный в Международном фонетическом алфавите, Под каждым символом IPA в списке ниже приведена транскрипция этого звука в сычуаньском пиньине и китайский иероглиф, использующий этот начальный звук:
|           |               | Лабиальный | Корональный | Альвеоло-палатальный | Велярный  |
| --------- | ------------- | ---------- | ----------- | -------------------- | --------- |
| Взрывной  | простой       | /p/ b 贝   | /t/ d 得    |                      | /k/ g 古  |
| Взрывной  | с придыханием | /pʰ/ p 配  | /tʰ/ t 套   |                      | /kʰ/ k 可 |
| Аффрикаты | простой       |            | /ts/ z 早   | /tɕ/ j 价            |           |
| Аффрикаты | с придыханием |            | /tsʰ/ c 草  | /tɕʰ/ q 巧           |           |
| Назальный | Назальный     | /m/ m 没   | /n/ n 路    | /ɲ/ ȵ 你             | /ŋ/ ng 我 |
| Фрикатив  | Глухой        | /f/ f 发   | /s/ s 是    | /ɕ/ x 小             | /x/ h 好  |
| Фрикатив  | Звонкий       | /v/ v 五   | /z/ r 如    |                      |           |
| Нулевой   | Нулевой       | ∅ 儿       | ∅ 儿        | ∅ 儿                 | ∅ 儿      |

### Финали
Финали- это гласные или сочетание гласных и согласных звуков, которые находятся во второй части слога т.е. заканчивают слог. В диалекте Чэнду сычуаньского диалекта 36 финалей. В пекинском диалекте отсутствует четыре сычуаньских финали: [ɛ], [iai], [uɛ], и [yo]. С другой стороны, три пекинских финали не существуют в сычуаньском диалекте: [ɤ], [iŋ], и [əŋ].
Ниже приведен список начальных согласных сычуаньского диалекта, транскрибированный в Международном фонетическом алфавите, Под каждым символом IPA в списке ниже приведена транскрипция этого звука в сычуаньском пиньине и китайский иероглиф, использующий эту финаль:
|    | -Ø       | -Ø        | -Ø         | -Ø         | -Ø         | -i или -u    | -i или -u   | -i или -u    | -i или -u   | носовые финали | носовые финали | носовые финали | носовые финали |
| -- | -------- | --------- | ---------- | ---------- | ---------- | ------------ | ----------- | ------------ | ----------- | -------------- | -------------- | -------------- | -------------- |
| Ø- | /z̩/ i 日 | /ɚ/ er 二 | /a/ a 大   | /o/ o 我   | /ɛ/ e 黑   | /ai/ ai 街   | /ei/ ei 批  | /au/ ao 包   | /əu/ ou 走  | /an/ an 烦     | /ən/ en 樱     | /aŋ/ ang 帮    | /oŋ/ ong 亩    |
| i- | /i/ i 一 |           | /ia/ ia 牙 |            | /iɛ/ ie 叶 | /iai/ iai 介 |             | /iau/ iao 标 | /iəu/ iu 九 | /ian/ ian 变   | /in/ in 兵     | /iaŋ/ iang 量  |                |
| u- | /u/ u 五 |           | /ua/ ua 瓜 |            | /uɛ/ ue 国 | /uai/ uai 乖 | /uei/ ui 类 |              |             | /uan/ uan 段   | /uən/ un 春    | /uaŋ/ uang 光  |                |
| y- | /y/ ü 鱼 |           |            | /yo/ üo 药 | /ye/ üe 绝 |              |             |              |             | /yan/ üan 鲜   | /yn/ ün 泳     |                | /yoŋ/ iong 蓉  |

#### Звуки входящего тона
Между старосычуаньским и новосычуаньским диалектами существует расхождение в отношении финалей. В "старом" минцзяньском диалекте, смычные согласные входящего тона в среднекитайском языке превратились в напряженные гласные для создания фонемного контраста, а в некоторых городах и уездах за напряженными гласными следует глоттальный смычный, чтобы подчеркнуть контраст. Между тем, в других сычуаньских диалектах входящий тон исчез. В следующей таблице представлены напряженные гласные трех поддиалектов миньцзянского диалекта, на которых говорят в Лучжоу, Цюнлае and Лэшане, а также приводится сравнение с другими сычуаньскими диалектами.
| пример | Миньцзянского диалекта | Миньцзянского диалекта | Миньцзянского диалекта | Диалект Яань-Шимянь | Диалект Чэнду-Чунцин | Диалект Чэнду-Чунцин | Диалект Жэньшоу-Фушунь |
| пример | Лучжоу                 | Цюнлай                 | Лэшань                 | Лудин               | Чэнду                | Чунцин               | Цзыгун                 |
| ------ | ---------------------- | ---------------------- | ---------------------- | ------------------- | -------------------- | -------------------- | ---------------------- |
| 搭     | [æ]                    | [æ]                    | [æ]                    | [a]                 | [a]                  | [a]                  | [a]                    |
| 说     | [ɵ]                    | [ʊ]                    | [ʊ]                    | [o]                 | [o]                  | [o]                  | [o]                    |
| 黑     | [e]                    | [æ]                    | [e]                    | [ɛ]                 | [ɛ]                  | [ɛ]                  | [ɛ]                    |
| 踢     | [ie]                   | [ie]                   | [ie]                   | [i]                 | [iɛ]                 | [i]                  | [i]                    |
| 出     | [ɵ]                    | [ʊ]                    | [ʊ]                    | [u]                 | [u]                  | [u]                  | [u]                    |
| 欲     | [yɵ]                   | [yʊ]                   | [yʊ]                   | [y]                 | [yo]                 | [yu]                 | [yi]                   |
| 湿     | [ə]                    | [ə]                    | [ə]                    | [z̩]                 | [z̩]                  | [z̩]                  | [z̩]                    |
| 掐     | [iæ]                   | [iɐ]                   | [iæ]                   | [ia]                | [ia]                 | [ia]                 | [ia]                   |
| 刮     | [uæ]                   | [uɐ]                   | [uæ]                   | [ua]                | [ua]                 | [ua]                 | [ua]                   |
| 铁     | [ie]                   | [ie]                   | [ie]                   | [iɛ]                | [iɛ]                 | [iɛ]                 | [iɛ]                   |
| 获     | [ɵ]                    | [uæ]                   | [æ]                    | [uɛ]                | [uɛ]                 | [uɛ]                 | [ue]                   |
| 阅     | [yɵ]                   | [ye]                   | [yʊ]                   | [yɛ]                | [yɛ]                 | [yɛ]                 | [yɛ]                   |
| 药     | [yɵ]                   | [yʊ]                   | [yʊ]                   | [yo]                | [yo]                 | [yo]                 | [yo]                   |

### Литературное и разговорное чтение
Существование литературных и разговорных чтений (文白异读), является заметной особенностью сычуаньского диалекта и некоторых других синитских диалектов, таких как кантонский or хоккиен.  В сычуаньском диалекте разговорное чтение, как правило, напоминает язык Ба-Шу (сычуаньский) или южный старомандаринский, а литературное чтение - современный стандартный мандарин. Например, в диалекте Яолин (摇铃话) разговорное чтение слова "物" (означает "вещи") это [væʔ], что очень похоже на его произношение в китайском языке Ба-Шу времен династии Сун (960–1279). Между тем, литературное чтение [voʔ], относительно похоже на стандартное мандаринское произношение [wu]. В таблице ниже приведены примеры китайских иероглифов с литературным и разговорным чтением в сычуаньском диалекте.
| Пример | Разговорное чтение | Литературное чтение | Значение | Стандартное произношение китайского языка |
| ------ | ------------------ | ------------------- | -------- | ----------------------------------------- |
| 在     | /tɛ˨˩˧/            | /tsai˨˩˧/           | в        | /tsai˥˩/                                  |
| 提     | /tia˥/             | /tʰi˨˩/             | поднять  | /tʰi˧˥/                                   |
| 去     | /tɕʰie˨˩˧/         | /tɕʰy˨˩˧/           | идти     | /tɕʰy˥˩/                                  |
| 锯     | /kɛ/               | /tɕy˨˩˧/            | отрезать | /tɕy˥˩/                                   |
| 下     | /xa˨˩˧/            | /ɕia˨˩˧/            | вниз     | /ɕia˥˩/                                   |
| 横     | /xuan˨˩/           | /xuən˨˩/            | через    | /xəŋ˧˥/                                   |
| 严     | /ŋan/              | /ȵian/              | строгий  | /iɛn˧˥/                                   |
| 鼠     | /suei/             | /su˥˧/              | крыса    | /ʂu˨˩˦/                                   |
| 大     | /tʰai/             | /ta˨˩˧/             | большой  | /ta˥˩/                                    |
| 主     | /toŋ/              | /tsu˥˧/             | мастер   | /tʂu˨˩˦/                                  |

## Лексика
Только 47,8% лексики сычуаньского диалекта имеет общие черты с пекинским диалектом, на котором основан стандартный китайский язык; на самом деле сычуаньский диалект имеет больше лексики с языком Сян и Ган диалектами китайского языка, хотя сычуаньский диалект обычно классифицируется как диалект мандаринского языка.
Словарный состав сычуаньского диалекта имеет три основных происхождения: Ба-шу (или древнесычуаньский диалект), среднекитайский и языки иммигрантов, включая прото-мандаринский из Хубэя, языки Сян, Ган и хакка, которые были привезены в Сычуань во времена династий Мин и Цин. В последнее время в сычуаньский диалект было введено множество заимствований из стандартного мандаринского и английского языков. В то же время в крупных городах, таких как Чэнду и Чунцин, появляются новые сычуаньские диалекты, которые затем с огромной скоростью распространяются по всей Сычуани. "雄起" (xiong2qi3) (значение "подбадривать кого-то") типичный пример нового сычуаньского слова, эквивалентного "加油" (jiāyóu) в стандартном мандаринском.
"耙耳朵" (Pá ěr duo) слово, характерное исключительно для сычуаньского диалекта и означающее мужа-подкаблучника. Стандартным мандаринским эквивалентом "耙耳朵" является "妻管严" (qī guǎn yán). Источником происхождения "耙耳朵" послужил велосипед с "ушами" в Чэнду, который был впервые изобретен мужчинами в Чэнду, чтобы их женам было удобнее сидеть. На улицах Чэнду до сих пор можно встретить несколько таких велосипедов.
|          | Сычуаньский диалект | Стандартный китайский | Сычуаньский диалект | Стандартный китайский |
| -------- | ------------------- | --------------------- | ------------------- | --------------------- |
|          | 歪(waī)             | 凶恶(xīong è)         | 巴(bā)              | 粘贴(zhān tiē)        |
| 左(zuǒ)  | 跑音(pǎo yīn)       | 费(feì)               | 调皮(tíao pí)       |                       |
| 撵(nǐan) | 追赶(zhuī gǎn)      | 刨(páo)               | 拨弄(bō nòng)       |                       |
|          | 号(hào)             | 批阅(pī yuè)          | 摸(mō)              | 拖延(tuō yán)         |
|          | 巴适(bā shì)        | 好(hǎo)               | 盐巴(yán bá)        | 盐(yán)               |
|          | 瓢羹(píao gēng)     | 勺(sháo)              | 𤆵和(pā huó)        | 软(ruǎn)              |
|          | 嘎嘎(ga ga)         | 肉(roù)               | 几下(jǐ xià)        | 快(kuaì)              |
|          | 估到(gū dào)        | 逼(bī)                | 啪啦(pā lā)         | 堆(duī)               |

### Связь с другими китайскими диалектами
Диалект Чэнду обычно рассматривается как представитель сычуаньского диалекта. Сычуаньский диалект имеет наибольшее сходство по лексике с юньнаньским, юго-западным диалектом мандаринского языка, на котором говорят в соседней провинции.Однако связь между сычуаньским диалектом и диалектами северного мандарина, включая стандартный язык, слабее, чем между языком Сян и языком Ган.
По словарному составу сычуаньский диалект занимает второе место по близости к языку Сян. У этих двух языков большое количество совершенно уникальных слов. В основном это связано с тем, что многие говорящие на языке Сян иммигранты из Хунани переехали в Сычуань во время великой волны иммиграции во времена династий Мин и Цин, поэтому у языка Сян нет таких тесных связей с другими юго-западными разновидностями китайского языка, например, с теми, на которых говорят в Юньнани, Гуанси или Хубэе. Например, в сычуаньском и языке Сян глагол "сидеть на корточках" - это "跍" (gu1), но "蹲" (dūn) в стандартном мандаринском, существительное "кухня" - "灶屋" (zao4vu2), но "厨房" (chúfáng) в стандартном, а прилагательное "толстый" - "酽" (ȵian4), но "浓" (nóng) в стандартном. Кроме того, сычуаньский диалект также содержит слова из старого и среднего языка Сян, такие как "謱謰" (неряшливый), "革" (старый) и "崽" (сын).
| Rank | Китайские диалекты                    | Доминирующий регион | Процент совпадения словарного состава с сычуаньским диалектом |
| ---- | ------------------------------------- | ------------------- | ------------------------------------------------------------- |
| 1    | Юго-западный мандаринский-юньнаньский | Куньмин             | 58.3%                                                         |
| 2    | Сян                                   | Чанша               | 54.9%                                                         |
| 3    | Диалект Цзиньхуа                      | Янчжоу              | 52.7%                                                         |
| 4    | Ган                                   | Наньчан             | 49.4%                                                         |
| 5    | Северный китайский                    | Пекин               | 47.8%                                                         |
| 6    | Ву                                    | Сучжоу              | 36.4%                                                         |
| 7    | Юэ                                    | Гуанчжоу            | 27.4%                                                         |
| 8    | Хакка                                 | Мэйсянь             | 27.2%                                                         |
| 9    | Мин                                   | Сямынь              | 20.2%                                                         |

## Статус
Хотя сычуаньский диалект не находится под угрозой исчезновения как некоторые другие диалекты Китая, его распространенность резко сократилась по мере роста популярности стандартного китайского языка. Государственная политика ограничивает использование сычуаньского диалекта в радиовещании, на телевидении и во многих общественных местах. Кроме того, использование сычуаньского диалекта в качестве средства обучения не допускается учебной программой, что привело к снижению уровня владения им среди молодежи в сычуаньских районах в 1980-1990-х годах. Сычуаньский диалект, на котором они говорят, находится под сильным влиянием государственного языка.
Угасание сычуаньского диалекта грозит серьёзными последствиями для культуры Ба-Шу, основанной на сычуаньском диалекте, особенно для традиционных видов искусства Шу, таких как сычуаньская опера, что грозит серьёзным упадком или даже исчезновением. В 2000 году в Китае были приняты законы, обязывающие использовать мандаринский язык. В провинциях, включая Сычуань, были созданы языковые комитеты, которые должны были консультировать, контролировать и обеспечивать использование мандарина. Этот закон неизбежно привел к массовому сокращению числа зрителей и уменьшению числа исполнителей традиционного народного искусства Ба-Шу.